# سهام الفريح
سهام عبد الوهاب الفريح (ولدت ؟) باحثة كويتية في اللغة والأدب، وكاتبة أديبة، وأستاذة الأدب العباسي بقسم اللغة العربية وآدابها بكلية الآداب في جامعة الكويت.

## دراستها
تخرَّجت سهام الفريح في كلية الشريعة بجامعة بغداد، ثم حصلت على درجة (دكتوراه) في الأدب العربي القديم (الأدب العباسي) من جامعة القاهرة بدرجة امتياز مع مرتبة الشرف، عام 1979.

## مناصبها
شغلت عدة وظائف إدارية في جامعة الكويت منها:
- عميدة كلية الآداب
- رئيسة قسم الإعلام بالوكالة
- عضو مجلس كلية الآداب 1985 - 1987
- رئيسة قسم اللغة العربية وآدابها 1985 - 1987
- رئيسة مكتب التوجيه والإرشاد (كلية البنات الجامعية)
- مديرة إدارة شؤون الطالبات (كلية البنات الجامعية) خبرة إدارية وتربوية
- مقررة اللجنة التنفيذية لتحديد الأقسام التي ستضمها كلية العلوم الاجتماعية وكلية اللغات والإنسانيات من 16 مايو 1995 حتى الآن.
- شاركت في العديد من اللجان التربوية والثقافية والهيئات الحكومية والوزارية.
- مستشارة بالهيئة الاستشارية لمجلة عالم الفكر وزارة الإعلام الكويت منذ يوليو 1992
- رئيسة مجلس إدارة الجمعية الوطنية لحماية الطفل[4]

## العضويات
- عضو لجنة المخطوطات العربية 1980 - 1990
- عضو مجلس إدارة جمعية أعضاء هيئة التدريس 1980 - 1981
- عضو مجلس إدارة رابطة الأدباء
- عضو رابطة الاجتماعيين
- عضو اتحاد المؤرخين العرب
- عضو لجنة تسجيع المؤلفات الوطنية (المجلس الوطني للثقافة والفنون والآداب) 1987 - 1989
- عضو لجنة منح وسام المؤرخ العربي لعدد من المؤرخين
- عضو هيئة تحرير مجلة دراسات الخليج - جامعة الكويت - حالياً
- عضو لجنة التأليف والترجمة في مؤسسة الكويت للتقدم العلمي 1987 - 1988
- عضو لجنة تشجيع المطبوعات الإبداعية
- عضو لجنة تحكيم معرض الكتاب العربي لعام 1989 - ولعام 1992 (مؤسسة الكويت للتقدم العلمي)
- عضو لجنة تحكيم مجال (تحقيق التراث) المجلس الوطني للثقافة والفنون والآداب
- عضو اللجنة الكويتية للعقد العالمي للتنمية الثقافية
- عضو لجنة الإشراف لإعداد كتاب تذكاري عن احمد مشاري العدواني
- عضو لجنة الإشراف لإعداد كتاب تذكاري عن الدكتور محمد عبد الهادي أبو ريدة

## مؤلفاتها
1. الجواري والشعر في العصر العباسي الأول شركة الربيعان - الكويت 1980م
2. ديوان ابن قلاقُس (دراسة وتحقيق) مكتبة المعلا - الكويت 1988م[3] - وقد فاز هذا الكتاب كأحسن كتاب في حقل اللغة العربية
3. الوصايا في الأدب العربي القديم - مكتبة العلا - الكويت 1988م.
4. عزوف طلبة الثانوية العامة عن دراسة اللغة العربية في الكويت - مطبعة الخط - الكويت 1993- الطبعة الأولى (مشترك).
5. آراء وتوجهات في القضايا الكويتية بعد الأزمة - مركز الدراسات والبحوث - لندن
6. كتاب جاسم عبد العزيز القطامي، منظومة متكاملة من العطاء، ٢٠٠٤ (مشترك)[5]

## بحوثها
لها العديد من البحوث والدراسات التي نشرت في المجلات مثل: مجلة الإبداع - مجلة الشعر - مجلة البيان - مجلة العربي - مجلة الكويت - حوليات كلية الآداب.
منها:
1. العباس بن الأحنف مجلة الشعر - القاهرة العدد التاسع يوليو 1980م.
2. ابن قلاقس وحياته وشعره - حوليات كلية الآداب - الكويت الحولية الأولى 1980م
3. عن الشعوبية - مجلة البيان - العدد 192، آذار، الكويت 1982م.
4. الثعالبي وكتابه يتيمة الدهر - البيان - العدد 197 آب الكويت 1982م
5. آداب الوصايا في العصر الجاهلي - البيان العدد 208 تموز - الكويت 1983م
6. الوصايا ومدى تطورها في العصر العباسي حوليات كلية الآداب - جامعة الكويت - الحولية السادسة - الرسالة الثانية والثلاثون - 1985م.
7. الورد والأزهار والرياحين في أشعار الجاهليين - البيان العدد 226 يناير 1985م.
8. كتابة مقالات اسبوعية في الموسوعة العملية للأطفال عن (أبي تمام، الأدب الكبير، الأدب الصغير، ابن الرومي) مؤسسة الكويت للتقدم العلمي - 1985م - 1986م.
9. مقالة بني العباس (بين الحلم والشدة)، ومقالة ثانية عن (الصداقة) في مجلة الكويت.
10. الشمس ومدلولها في شعر المتنبي نشر في مجلة (الضاد) بغداد - الجزء الرابع ذي الحجة 1410هـ الموافق 1990م ونشر في الكتاب التذكاري عن عبد السلام هارون.
11. الغيث ألفاظه ومعانيه في الشعر العربي - مجلة إبداع - جمهورية مصر العربية - كلية الآداب - جامعة القاهرة العدد 1 المجلد 50 مايو 1990م.
12. مكانة المرأة في المجتمع العربي الإسلامي القديم حوليات كلية الآداب - جامعة عين شمس.
13. مقالتان في الموسوعة العلمية للأطفال عن حاتم الطائي والحرير - مؤسسة الكويت للتقدم العلمي 1995م - 1996م - الكويت.

## نشاطاتها
كتبت العديد من المقالات والبحوث التربوية والأدبية نشرتها في الصحف المحلية.
شاركت في العديد من البحوث والدراسات في جامعة الكويت وفي الجامعات الأخرى منها:
- الحركة الفكرية ومدى تطورها في القرن الثالث الهجري بحث ألقته في جامعة اسطنبول في يناير 1983م.
- المرأة الكويتية ودورها في التنمية الوطنية بحث قدمته خلال اجتماع الخبراء الإقليمي حول (دور وموقع المرأة العربية في التنمية الوطنية) في نيقوسيا - قبرص عام 1985م، منظمة العمل الدولية.
- التقرير الخاص عن المؤتمر الإقليمي الرابع للمرأة في الخليج والجزيرة المنعقد في مسقط - سلطنة عمان نشر في مجلة دراسات الخليج - العدد الخمسون - السنة الثالثة - عشرة إبريل 1987م.
- شاركت في لجنة التخطيط الشامل للثقافة العربية (ندوة الأدب والنشر الأدبي) في الكويت في الفترة من 18 - 19 فبراير 1983م.
- شاركت في ندوة دراسات حول المبادئ والأشكال المشتركة للفنون الإسلامية - إسطنبول 1983م.
- شاركت في الاجتماع الإقليمي للخبراء حول (إزالة الأنماط السلبية لدور الرجل والمرأة في أدب الأطقال والكتب المدرسية) جامعة العين 1989م دولة الإمارات العربية المتحدة.
- شاركت في ندوة تقويم المرحلة الابتدائية للتعليم الأساسي في دولة الكويت - وزارة التربية في الفترة من 6 - 9 يناير 1990م.
- شاركت في فعاليات المؤتمر الدولي ARAM الذي أقيم في جامعة اكسفورد خلال الفترة من 23-26/9/1991م.

## وصلات خارجية
- مقال في جريدة الوطن بعنوان الدكتورة سهام الفريح... نموذج
- السيرة الذاتية في موقع جمعية الشفافية الكويتية